# Pseudocercospora kalmiae
Pseudocercospora kalmiae är en svampart som först beskrevs av Ellis & Everh., och fick sitt nu gällande namn av U. Braun 1996. Pseudocercospora kalmiae ingår i släktet Pseudocercospora och familjen Mycosphaerellaceae.   Inga underarter finns listade i Catalogue of Life.